# カリアス (カリアデスの子)
カリアス（希：Kαλλίας、ラテン文字転記：Callias、？-紀元前432年）はペロポネソス戦争初期のアテナイの将軍である。
カリアスはカリアデスの子である。ポティダイアのアテナイへの反乱とそれへのコリントスの援軍派遣に際し、紀元前432年にカリアスは他4名の将軍と共に重装歩兵2,000人を率いてカルキディケへと派遣された。彼らはピュドナを包囲中のアルケストラトスら率いる先行部隊と合流した。彼らは続いてベロイア、ストレプサを攻撃するも落とすことができず、ポティダイアへ転戦した。その後、彼らはその当時反アテナイの態度をとっていたマケドニア王ペルディッカス2世に対する反乱軍と合流してギゴノスへと向った。
カリアスらはマケドニア人部隊をオリュントスへと派遣し、本隊は敵（ポティダイア・コリントス連合軍）の拠るポテイダイアへと向った。同地でアテナイ軍とポティダイア・コリントス連合軍は矛を交えた（ポティダイアの戦い）。アテナイ軍はポティダイア・コリントス連合軍を破るも、カリアスは戦死した。

## 註
1. ↑  トゥキュディデス, I. 61
2. ↑  トゥキュディデス, I. 62
3. ↑  トゥキュディデス, I. 63; ディオドロス, XII. 37